# Bahnradsport-Weltmeisterschaften 1925
Die Bahnradsport-Weltmeisterschaften 1914 fanden auf der Radrennbahn im Stadion von Amsterdam statt. Am 16. August 1925 wurden die Flieger-Finals, und am 23. August die der Steher-Wettbewerbe ausgetragen. Es waren die ersten Radweltmeisterschaften, die in den Niederlanden durchgeführt wurden.
Die Bahn war 400 Meter lang und aus hölzernen Querlatten genagelt, was für viele Fahrer, die meist auf Zementbahnen fuhren, zunächst ungewohnt war. Die Wettbewerbe waren bei schönem Wetter gut besucht, schon bei den Vorläufen kamen rund 10 000, zum Endlauf der Steher 17 000 Zuschauer (ausverkauft). Erstmals nahm an diesen „Weltmeisterschaften“, deren Teilnehmer ja bisher hauptsächlich aus Westeuropa und Nordamerika gekommen waren, ein Sportler aus Afrika teil, der Ägypter Madkour, der allerdings schon im Vorlauf gegen den späteren Sprint-Weltmeister Ernst Kaufmann ausschied.
Gleichzeitig fand ein Kongress des Weltradsportverbandes Union Cycliste Internationale (UCI) statt, über den der Illustrierte Radrenn-Sport berichtete: 

„Wie sind es ja von Tagungen der U.C.I. längst gewöhnt, daß dabei niemals viel herauskommt. Mit den unwichtigen Einzelheiten wollen wir daher unsere Leser nicht langweilen.“

Der holländische Favorit im Sprint der Profis, Piet Moeskops, musste von den Verantwortlichen mit einem beträchtlichen Honorar an den Start gelockt werden. Moeskops, zu diesem Zeitpunkt schon viermaliger Weltmeister in Folge, schied dann aber zum allgemeinen Erstaunen vor heimischem Publikum im Halbfinale gegen den Franzosen Maurice Schilles aus. 

„Die beiden geben dann das Letzte aus sich heraus und legen die letzten Meter unter fürchterlichem Gebrüll der Menge Schulter an Schulter zurück, und der mit verzweifelter Energie spurtende Schilles kann mit fast unmerklichem Vorsprung gerade auf dem Bande der Weltmeisterschafts-Serie von Pieter Daniel Moeskops ein Ende bereiten! Allgemeine große Aufregung!“

Der Franzose Grassin wurde Weltmeister der Steher auf einem Opel-Rad trotz des Handicaps, dass der Motor seiner Schrittmachermaschine zunächst an der Grenze vom holländischen Zoll beschlagnahmt worden war. Der niederländische Favorit Cor Blekemolen musste wegen Seitenstechens schon im Vorlauf aufgeben. Der deutsche Starter Karl Saldow verlor seinen Lauf gegen den Holländer Jaap Snoek, weil der Maschine seiner Schrittmachers der Sprit ausgegangen war. Der zweifache belgische Weltmeister Victor Linart, der nur gegen hohe Gage gestartet war, beendete den Endlauf mit vier Teilnehmern als Letzter mit 19 Runden Rückstand.
Berufsfahrer
| Disziplin                 | Platz | Land        | Athlet           |
| ------------------------- | ----- | ----------- | ---------------- |
| Fliegerrennen über 1000 m | 1     | Schweiz     | Ernst Kaufmann   |
|                           | 2     | Frankreich  | Maurice Schilles |
|                           | 3     | Frankreich  | Lucien Michard   |
| Steherrennen über 100 km  | 1     | Frankreich  | Robert Grassin   |
|                           | 2     | Niederlande | Jan Snoek        |
|                           | 3     | Frankreich  | Georges Sérès    |

Amateure
| Disziplin                 | Platz | Land        | Athlet           |
| ------------------------- | ----- | ----------- | ---------------- |
| Fliegerrennen über 1000 m | 1     | Niederlande | Jaap Meijer      |
|                           | 2     | Niederlande | Antoine Mazairac |
|                           | 3     | Niederlande | Bernard Leene    |